# بورگو سن لورنتسو
بورگو سن لورنتسو (به ایتالیایی: Borgo San Lorenzo) یک کومونه در ایتالیا است که در استان فلورانس واقع شده‌است.

## خصوصیات
بورگو سن لورنتسو ۱۴۶ کیلومترمربع مساحت و ۱۸٬۰۸۵ نفر جمعیت دارد و ۱۹۳ متر بالاتر از سطح دریا واقع شده‌است.